# Дора (Устюженский район)
Дора — деревня в Устюженском районе Вологодской области.
Входит в состав Устюженского сельского поселения, с точки зрения административно-территориального деления — в Устюженский сельсовет.
Расстояние по автодороге до районного центра Устюжны — 15 км. Пешком дойти реально. Ближайшие населённые пункты — Вороново, Дягилево, Свистуны.
По переписи 2002 года население — 21 человек (11 мужчин, 10 женщин). Всё население — русские.

## Интересные факты
- Раньше в деревне находилась большая коровья ферма, на которой работали около 60 человек. Ежедневно доярки из разных соседних деревень добирались до своей работы пешком или на рабочем транспорте. Ферма была разделена на 2 больших загона, в одном находился крупный рогатый скот, в другом телята. Способ доения был смешанный. Несмотря на то что ферма была снабжена автоматическими насосами, женщинам приходилось доить коров еще и руками. Пасся скот в специальном загоне за фермой. Рядом находилась силосная яма и огромных размеров сеновал. По всей ферме разгуливали блудные коты и кошки в поисках еды. В начале 2000 ферма прекратила свое существование. 80 % скота было отправлено на котлеты, остальным 20% была предоставлена кратковременная возможность продолжать жить в соседней деревне. Ферма осталась без хозяина и местные воришки за пару дней срезали весь металл. На сеновале сейчас обитают огромные семьи змей.
- Еще 10 лет назад в деревне было большое количество детей. Но особо отличились мальчишки в 2003 году, напугав всю деревню. В центре деревни находился заброшенный дом, у дома росло большое высокое дерево. В один из солнечных дней мальчики пробежались с криками по деревне о том, что на дереве висит труп мужчины. Все бабушки и дедушки деревни побежали смотреть на сие занимательное зрелище. Но как оказалось позже, на дереве в петле висело чучело мужчины. Вот так шутка-прибаутка.
- В центре деревни находится арт-объект под названием "Автобусная остановка". Каждый желающий в свое время оставил в ней след. По сей день остановка притягивает не только жителей, но и гостей деревни, с целью развития туризма
- Домом- музеем является ферма. Каждый желающий бесплатно может погулять по пустынным загонам, по узким коридорам и устрашающим помещениям. Но всех туристов притягивает магия этого места. На ней вы не только окунетесь в ужас и страх, аля Чернобыль, но и познакомитесь с местным духом, который периодически пугает своих заблудших посетителей, но самое главное вы познакомитесь с Васенькой - трупом всех времен и народов. Он будет ждать вас в телятнике!